# Petrogale persephone
Espèce
Statut de conservation UICN

 EN B1ab(iii,v) : En danger

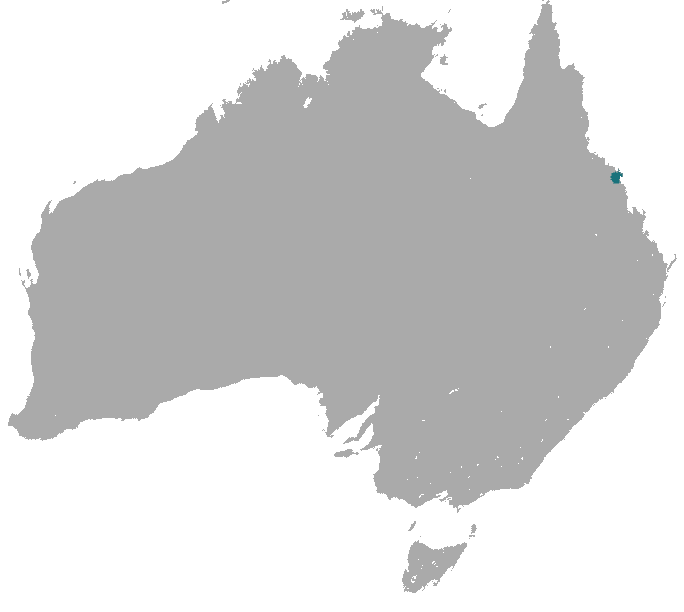
aire de répartition

Le pétrogale Proserpine (Petrogale persephone) est une espèce de pétrogale vivant près de la ville de Proserpine, au nord du Queensland en Australie.

## Description
Il mesure 56 cm de haut et a une queue de 60 cm. Son poids varie de 5 à 7 kg et le mâle est plus gros que la femelle. C'est, après le pétrogale à pieds jaunes, le plus grand des pétrogales. Il a un pelage gris moyen sur le dos, gris clair sur le ventre. La tête porte des raies blanches. L'extrémité de la queue est noire.

## Répartition et habitat
Il a été repéré en 1976 dans la région de Proserpine. Il habite les régions rocheuses où il peut se réfugier en cas de danger.
Il doit trouver des prairies boisées à proximité. Vivant dans une région où l'agriculture, le tourisme et l'urbanisation sont en développement les colonies ont été éclatées et l'espèce est considérée comme en danger.

## Alimentation
Il est herbivore.

## Mode de vie
Il vit en groupes et contrairement aux autres, c'est un animal diurne.